# 단대초등학교
단대초등학교는 대한민국 경기도 성남시 수정구에 있는 공립 초등학교이다.

## 학교 연혁
- 1977년 7월 5일 단대국민학교 개교(28학급)
- 1980년 2월 14일 단대국민학교 제1회 졸업
- 1981년 2월 28일 단대국민학교 병설유치원 2학급 인가
- 1988년 12월 1일 별관 12개 교실 준공
- 1995년 3월 1일 단대초등학교로 명칭 변경
- 1998년 2월 14일 경기도교육청 인성교육 시범학교 지정
- 1999년 2월 5일 교육청 인성교육 시범학교 보고
- 2009년 2월 18일 제30회 졸업(누계 12,330명)
- 2009년 3월 1일 36학급 편성(특수1, 병설 유치원 2학급)
- 2009년 3월 1일 제10대 한홍종 교장선생님 취임
- 2010년 2월 11일 제31회 졸업(누계 12,557명)
- 2010년 3월 1일 36학급 편성(특수 2, 병설 유치원 2학급)
- 2011년 2월 17일 제32회 졸업(누계 12,765명)
- 2011년 3월 1일 32학급 편성(특수 2, 병설 유치원 2학급
- 2012년 2월 16일 제33회 졸업 (누계 12,950명)
- 2012년 3월 1일 30학급 편성(특수 2, 병설유치원 2학급)
- 2012년 9월 1일 제11대 전성기 교장선생님 취임
- 2013년 2월 15일 제34회 졸업(누계 13,130명)
- 2013년 3월 1일 35학급 편성(특수2, 병설유치원 2학급)
- 2014년 3월 1일 36학급 편성(특수2. 병설유치원2학급)
- 2014년 9월 1일 제12대 장병권 교장선생님 취임
- 2015년 2월 13일 제36회 졸업(총 13,297명)
- 2015년 3월 1일 37학급 편성(특수2. 병설유치원2학급)